# Microdipoena comorensis
Espèce
Synonymes
- Anjouanella comorensis Baert, 1986

Microdipoena comorensis est une espèce d'araignées aranéomorphes de la famille des Mysmenidae.

## Distribution
Cette espèce est endémique d'Anjouan aux Comores,.

## Systématique et taxinomie
Le genre monotypique Anjouanella a été placé en synonymie avec Microdipoena par Lopardo et Hormiga en 2015.

## Étymologie
Son nom d'espèce, composé de comor[o] et du suffixe latin -ensis, « qui vit dans, qui habite », lui a été donné en référence au lieu de sa découverte, les Comores.

## Publication originale
- Baert, 1986 : Mysmenidae from the Comoro Islands (Araneae). Revue de Zoologie Africaine, vol. 100, p. 265-267.